# Дойц
Deutz AG (чете се Дойц) е немски производител на дизелови двигатели. Компанията е основана през 1864 г. като N. A. Otto & Cie от Николаус Ото, изобретателя на четиритактовия двигател с вътрешно горене.
От 1936 до 1974 г. в състава на компанията е влизало предприятието Magirus, произвеждащо товарни автомобили и автобуси с марката Magirus-Deutz. Много автомобили от модела Magirus-Deutz 232 D 19 са доставени в СССР и са работели на строителството на БАМ.
На базата на собствени двигатели дъщерната компания Deutz Power Systems GmbH, базирана в Манхайм, произвежда електростанции с единична мощност от 4 до 4000 kW. През 2008 г. заводът получава обратно названието си Motorenwerke Mannheim GmbH (MWM), което е носил преди 1985 г., когато е интегриран в групата компании Deutz AG. През октомври 2010 г. Deutz AG продава MWM GmbH на концерна Caterpillar.
През февруари 2022 г. изпълнителният директор Франк Хилър е освободен от надзорния съвет. Той е заменен от Себастиан Шулте. Председателят на Надзорния съвет Бернд Бор подава оставка. Негов приемник е Дитмар Фогенрайтер.